# Szoszonka
Szoszonka (ukránul: Сосонка) falu Ukrajna Vinnicjai területének Vinnicjai járásában. A Deszna folyó mentén fekszik. Lakossága a 2001-es népszámlálás idején 2368 fő volt.